# Silgtéogo
Silgtéogo est une commune située dans le département de Tansobentenga de la province de Kouritenga dans la région du Centre-Est au Burkina Faso.